# Jashpur (stato)
Lo Stato di Jashpur fu uno stato principesco del subcontinente indiano, avente per capitale la città di Jashpur.

## Storia
L'area dello stato di Jashpur era governata dalla dinastia Dom all'epoca dell'impero moghul. Sujan Rai, uno dei figli di Suryavanshi, raja di Banswada, giunse sul posto e si rese conto che la popolazione non era soddisfatta del suo governante, Raibhan Dom. Sujan Rai allora guidò una ribellione, sconfisse il raja in battaglia e lo uccise, e si autoproclamò principe.
Poi i raja di Jashpur accettarono la sovranità della dinastia Bhonsle dello stato di Nagpur, accordandosi per il pagamento di un tributo annuo di 21 bufali. Prima del 1818 gli stessi Bhonsle posero lo stato di Jashpur sotto l'amministrazione dello stato di Surguja. Lo stato divenne un protettorato britannico dal 1818.
Jashpur fu uno degli stati dell'Agenzia degli stati orientali. L'ultimo raja siglò l'ingresso nell'Unione Indiana il 1º gennaio 1948.

## Governanti
I governanti avevano il titolo di Raja.

### Raja
- Ranjit Singh	?-1813

vacante-sconosciuto	1813 – 1826
- Ram Singh	1826 – 1845
- Pratap Narayan Singh Deo Bahadur	1845 – 1900
- Bishan Pratap Singh Deo	1900 – 1924
- Deo Saran Singh Deo	1924 – 1926
- Vijay Bhushan Singh Deo	1926 – 1948